# Простой узел (теория узлов)
Просто́й у́зел (просто́е зацепле́ние) в теории узлов — узел, который, в определённом смысле, — неразложим. Точнее, это нетривиальный узел, который нельзя представить в виде конкатенации двух нетривиальных узлов. Об узлах, не являющихся простыми, говорят как о составных узлах или составных зацеплениях. Определить, является ли данный узел простым или нет, может оказаться сложной задачей.

## Примеры
Хорошим примером семейства простых узлов служат торические узлы. Эти узлы образуются накручиванием окружности на тор p раз в одном направлении и q раз в другом, где p и q являются взаимно простыми целыми числами.
Простейший простой узел — это трилистник с тремя пересечениями. Трилистник является, фактически, (2, 3)-торическим узлом. Узел «восьмёрка» с четырьмя пересечениями является простейшим неторическим узлом. Для любого положительного целого числа n имеется конечное число простых узлов с n пересечениями. Первые несколько значений числа простых узлов (последовательность A002863 в OEIS) даны в следующей таблице.
| n                                     | 1 | 2 | 3 | 4 | 5 | 6 | 7 | 8  | 9   | 10  | 11  | 12   | 13   | 14     | 15      | 16        |
| Число простых узлов с n пересечениями | 0 | 0 | 1 | 1 | 2 | 3 | 7 | 21 | 49  | 165 | 552 | 2176 | 9988 | 46 972 | 253 293 | 1 388 705 |
| Составные узлы                        | 0 | 0 | 0 | 0 | 0 | 2 | 1 | 5  | ... |     | ... |      | ...  |        | ...     |           |
| Всего                                 | 0 | 0 | 1 | 1 | 2 | 5 | 8 | 26 | ... |     | ... |      | ...  |        | ...     |           |

Заметим, что антиподы считались в этой таблице и ниже лежащем рисунке только один раз (т. е. узел и его зеркальное отражение считаются эквивалентными).

## Теорема Шуберта
Теорема, принадлежащая Хорсту Шуберту, утверждает, что любой узел можно единственным образом представить в виде конкатенации простых узлов.